# Jilava
Jilava è un comune della Romania di 10 611 abitanti, ubicato nel distretto di Ilfov, nella regione storica della Muntenia.
Jilava ospitava il tristemente famoso Penitenziario di Jilava (ufficialmente Penitenciarul București), uno dei più grandi della Romania, dove venivano rinchiusi gli oppositori politici del regime comunista.

Il penitenziario nacque precedentemente al regime e venne utilizzato anche nel periodo tra le due guerre: in particolare, il 26-27 novembre 1940 vi vennero uccisi dalla Guardia di ferro 66 prigionieri politici, tra cui il generale Gheorghe Argeșanu, per rappresaglia per l'uccisione del leader nazionalista Corneliu Zelea Codreanu.

Nel penitenziario avvenne inoltre nel 1946 l'esecuzione per crimini di guerra di Ion Antonescu, dittatore della Romania durante la Seconda guerra mondiale.
Il penitenziario di Jilava è tuttora operativo.